# Svensktoppen 2011
Detta är en lista över de 15 låtar som under år 2011 samlade flest poäng under sin tid på Svensktoppen. Listan har räknats samman så att varje veckopoäng för respektive melodi har summerats. De listor som finns med i sammanställningen är de som har sänts i radion under året från den 2 januari till den 25 december. 
Sveriges Radio kan eventuellt ha valt ett annat sätt att summera poängen när programmet Årets Svensktoppsmelodier sändes den 15 januari 2012.

## Låttitlar
1. "I Did It for Love" – Jessica Andersson, 17591 poäng
2. "Spring för livet" – Sara Varga, 13520 poäng
3. "Om du lämnade mig nu" – Lars Winnerbäck och Miss Li, 11748 poäng
4. "En dag i sänder" – Helen Sjöholm och Benny Anderssons orkester, 9538 poäng
5. "When You Tell the World You're Mine" – Björn Skifs och Agnes Carlsson, 6739 poäng
6. "Break the spell" – Björn Skifs, 5716 poäng
7. "Memories in Blue" – Hoffmaestro, 5417 poäng
8. "Kärlekens tunga" – September, 5138 poäng
9. "Oh My God!" – The Moniker, 4388 poäng
10. "Välkommen in" – Veronica Maggio, 4117 poäng
11. "Dancing on My Own" – Robyn, 3213 poäng
12. "White Light Moment" – Tove Styrke, 3204 poäng
13. "Det här är bara början" – Elisas, 2887 poäng
14. "Det hon vill ha" – Plura Jonsson, 2471 poäng
15. "Song to Heaven" – Jill Johnson, 2255 poäng